# Stripgids Festival
Het Stripgids Festival (voorheen ook wel Strip Turnhout en Stripgidsdag(en) genoemd) is een tweejaarlijks stripfestival dat sinds 1979 georganiseerd wordt in Turnhout. Daarmee is het het oudste stripfestival van Vlaanderen. Het is zelfs het oudste stripfestival van de Benelux. Op het festival wordt tevens de tweejaarlijkse prijs de Bronzen Adhemar uitgereikt. Sinds 2003 is die prijs een gemeenschapsprijs.
In het voorjaar wordt de winnaar van de Bronzen Adhemar bekendgemaakt. In het najaar is er persconferentie met het programma van het festival. De affiche van het festival wordt ontworpen door de laureaat van de Bronzen Adhemar.

## Geschiedenis

### Voorgeschiedenis
In 1974 kreeg de archivaris Jan Smet de vraag van de Nederlandse uitgever Cees Coenders om CISO-magazine volledig verder te zetten. Het magazine werd herdoopt tot Stripgids. Er bestond nog geen Vlaamse stripprijs, dus begon Smet in 1977 in samenwerking met zijn uitgever Coenders er zelf met een. Coenders ging akkoord op voorwaarde dat Smet al het werk voor zijn rekening nam.
De jaarlijkse prijs kreeg de naam Stripgidsprijs naar het magazine waar Smet hoofdredacteur van was. Smet kreeg bij de uitreiking de inkomhal van het plaatselijk cultureel centrum De Warande ter beschikking. De prijs zou vanaf dan altijd in dat gebouw uitgereikt worden.

### Stripgidsdag (1979-1987)
Bij de derde editie van de prijs in 1979 wilde Smet dat de prijs meer aandacht kreeg van het grote publiek. Daarom besloot Smet om dit stripfestival te organiseren op de dag van de uitreiking. Het kreeg de naam De Stripgidsdag. Hierbij werden een stripbeurs, een veiling, drie tentoonstellingen en signeersessies door bekende striptekenaars zoals Willy Vandersteen, Hec Leemans, Merho en de winnaar van dat jaar Karel Biddeloo georganiseerd. De winnaar van de prijs signeerde vanaf dat jaar altijd op het festival. Tevens is er ook altijd een tentoonstelling van het werk van de winnaar.
Daar het festival veel werk was om te organiseren, besloot Smet om het festival voortaan om de twee jaar te organiseren. De prijs werd dus voortaan ook om de twee jaar uitgereikt.
Tot 1981 werd het festival volledig georganiseerd door Jan Smet, maar in 1983 kreeg hij hulp van twee andere vrijwilligers. In dat jaar kwamen Ad Hendrickx, later eigenaar van de lokale stripwinkel Tistjen Dop, en de journalist Patrick Van Gompel in de organisatie. Van Gompel zorgde voor meer persaandacht en Hendrickx deed steeds meer de administratie.
In 1981 organiseerde het festival voor het eerst een internationale ruilbeurs voor strips. Bij de editie van 1983 kreeg de winnaar tevens voor het eerst een Bronzen Adhemar.
In 1985 werd het stripblad Stripgids stopgezet. Hierdoor werd de term Stripgidsprijs steeds minder gebruikt en werd de prijs Bronzen Adhemar genoemd. Het festival bleef wel nog tot 2003 Turnhoutse Stripgidsdagen heten. In 1987 nam striphandelaar Ad Hendrickxs de organisatie van de stripbeurs over die toen al de belangrijkste stripbeurs in Vlaanderen was.

### Bronzen Adhemarstichting: Stripgidsdagen (1989-2003)
Naast de tentoonstellingen en de signeersessies en de ruilbeurs waren er nog activiteiten geleidelijk aan bijgekomen zoals theatervoorstellingen en een boekenverkoop. In 1989 werd het festival een tweedaags festival om de capaciteit van De Warande niet te overbelasten. De Turnhoutse Stripgidsdag werd de Turnhoutse Stripgidsdagen.
In 1990 verenigden de vrijwilligers Jan Smet, Patrick van Gompel, Ad Hendrickx en een aantal anderen zich in de vzw Bronzen Adhemar Stichting. Hierop verliet de oprichter Jan Smet de organisatie van het festival, daar het zonder hem wel verder kon. Smet bleef wel nog tot 2003 voorzitter van de jury van de Bronzen Adhemar. Hij droeg de organisatie voornamelijk over aan stripwinkeluitbater Ad Hendrickx en de journalist Patrick Van Gompel. Vanaf 1990 kreeg het festival ook sponsoring van banken en uitgeverijen.
Daarnaast werd vanaf 1995 samengewerkt met de lokale middenstand, musea, horecazaken en verscheidene stripauteurs om het festival ook buiten de muren van De Warande te laten plaatsvinden. Van Gompel en Hendrickx kregen dit idee door hun bezoeken aan het Internationaal stripfestival van Angoulême.
In 1999 werd de Bronzen Adhemar voor het eerste uitgereikt door een minister: de toenmalige Vlaamse minister van Cultuur Bert Anciaux. Op diezelfde editie beloofde Anciaux subsidies en betere lonen voor striptekenaar die tot dusver weinig overheidssteun kregen.
In 2001 kreeg de VFL de opdracht om een deel van zijn budget te gebruiken om de Vlaamse stripindustrie te steunen dat tot dan toe geen subsidies kregen. Vanaf 2003 werd de Bronzen Adhemar een staatsprijs, maar de naam bleef wel behouden. Vanaf dat jaar kreeg de winnaar dus ook een prijs van € 12.500.
Vervolgens stopten Ad Hendrickx en Patrick Van Gompel van de vrijwilligersorganisatie Bronzen Adhemarstichting in 2004 met de organisatie van het festival en de prijs. Doordat de Bronzen Adhemar nu een staatprijs is, blijft de prijs ook bestaan zonder hun steun waardoor zij met de organisatie kunnen stoppen.

### Strip Turnhout: Stripgids Festival (2005-2015)
In 2004 vroeg de toenmalige directeur van 'De Warande aan journalist Karl van den Broeck, zoon van voormalige jurylid van de Bronzen Adhemar Walter, om het stripfestival verder te zetten daar het festival te belangrijk geworden was voor dat cultuurcentrum. Van den Broeck kreeg ook nog hulp van de Vlaamse stripjournalist Geert De Weyer en Tine Rams.
In 2005 werd dit festival voor het eerst georganiseerd door de nieuwe organisatie. Het festival heet voortaan Strip Turnhout daar de organisatoren van de Stripgidsdagen hadden geëist dat dat die naam niet meer gebruikt mocht worden. Bij de editie van 2005 liep er echter veel mis, waarna De Weyer en Rams na één editie de organisatie verlieten. In hun plaats kwamen Toon Horsten en Bart Gaublomme.
Voordien kreeg het festival nooit subsidies, maar vanaf 2004 konden stripfestivals ook subsidies krijgen. Sinds 2006 krijgt het van provincie Antwerpen een subsidie van € 200.000 onder andere om een stripblad uit te brengen. Dus begon Strip Turnhout in oktober 2006 op vraag van het Provinciaal Bibliotheekcentrum Vrieselhof nieuwe uitgaves van het tijdschrift Stripgids, dat aan de oorsprong van de Bronzen Adhemar en dit festival lag. Tevens krijgt de organisatie ook € 75.000 subsidie van de Vlaamse Gemeenschap en € 25.000 van het stadsbestuur. Hierdoor is het de meest gesubsidieerde striporganisatie van Vlaanderen.
In 2007 werd Dorian van der Brempt de nieuwe voorzitter van Strip Turnhout. In 2013 werd het festival omgedoopt in Stripgids Festival. In datzelfde jaar verandert de naam van de organisatie naar Stripgids, nadat ze een akkoord gesloten hadden met de VFL.
In 2014 werd Eurocomics of voluit European Comic Festivals Association opgericht. Dat is een samenwerking tussen zes Europese stripfestivals inclusief dit festival. Naast het Stripgids Festival zijn het Duitse Comic-Salon Erlangen, het Italiaanse Napoli Comicon, het Portugese FIBDA, het Poolse International Festival of Comics and Games Łódź en het Zwitserse Festival international de bande dessinée de Lausanne ook lid. In 2015 werd de data waarop het festival plaatsvindt van december naar mei veranderd.
Aanvankelijk keurde het Vlaams Fonds voor de Letteren het subsidiedossier vanaf 2017 voor Stripgids niet goed, maar er kwam toch een akkoord. In 2017 verandert Stripgids dan in samenspraak met zijn partners waardoor dit festival in zijn huidige vorm verdwijnt. De Bronzen Adhemar wordt een driejaarlijkse prijs. Intussen doet men onderzoek of een opvolger voor dit festival haalbaar is.

## Tentoonstellingen
Op het festival wordt er een tentoonstelling rond het werk van de laureaat van de Bronzen Adhemar en een andere tentoonstelling gebouwd. Deze tentoonstellingen werden vooral opgebouwd door drie vrijwilligers: Jan Cools, Marrek Leysen en René Mortiers. Sommige tentoonstellingen kregen internationale belangstellingen en zijn vervolgens dan ook te zien geweest op de Stripdagen Haarlem en/of het Internationaal stripfestival van Angoulême.

## Stripgids
Stripgids is een Vlaams stripblad dat vier keer per jaar verschijnt. Het tijdschrift lag aan de basis van de Bronzen Adhemar, dat aan de basis ligt van dit festival, maar het werd stopgezet in 1985. Vanaf 2006 wordt het terug uitgegeven, maar nu door de huidige organisatie van het festival.

## Prijzen
Onderstaande prijzen worden uitgereikt door de organisatie van dit stripfestival.

### Bronzen Adhemar (1977-heden)
De Bronzen Adhemar (vroegere naam Stripgidsprijs) is een Vlaamse stripprijs die tweejaarlijks wordt uitgereikt aan een striptekenaar. Van 1977 tot 1779 werd de prijs jaarlijks uitgereikt. De prijs is vernoemd naar het strippersonage Adhemar van Marc Sleen. Sinds 2003 is de prijs ook de Vlaamse Cultuurprijs voor de Strip en wordt het op de uitreiking overhandigd door de Vlaamse minister van Cultuur.

### Gouden Adhemar
Doordat tekenaar Marc Sleen altijd in de jury zat, kon hij nooit de Bronzen Adhemar winnen. In 1993 wordt er echter de oeuvreprijs de Gouden Adhemar uitgereikt. In 2005 kreeg tekenaar Jef Nys ook een Gouden Adhemar als oeuvreprijs. Aan de Gouden Adhemar is geen geldprijs verbonden.

### De Blikken Biebel (2005-2008)
Van 2005 tot 2008 reikte vzw Strip Turnhout ook de Debuutprijs van de stad Turnhout uit, die ook wel De Blikken Biebel werd genoemd. De prijs werd uitgereikt aan het beste, Vlaamse debuut van dat jaar. De prijs is vernoemd naar Biebel van Marc Legendre. Hieronder volgt een lijst van de winnaars.
| jaar | laureaat                                                 |
| ---- | -------------------------------------------------------- |
| 2005 | Conz (Toen ik nog baas van de wereld was, De Tweede Kus) |
| 2006 | Serge Baeken (The NO Stories)                            |
| 2007 | Olivier Schrauwen (My boy)                               |
| 2008 | Randall C. (Slaapkoppen)                                 |

### Willy Vandersteenprijs (2010-heden)
In 2010 werd het budget gebruikt voor De Blikken Biebel voortaan gebruikt voor een nieuwe, tweejaarlijkse prijs de Willy Vandersteenprijs. De prijs vervangt bovenstaande prijs en de Grand Prix van Stripdagen Haarlem. Het bekroont het beste Nederlandstalige stripalbum van de voorbije twee jaar. Sinds 2014 is het een jaarlijkse prijs. De winnaar krijgt €5000 en een opdrachttekening van de vorige winnaar.

## Turnhout als stripstad
In samenwerking met de organisatie van het festival zijn onderstaande zaken ondernomen om van Turnhout een stripstad te maken.
Daarnaast werd vanaf 1995 samengewerkt met de lokale middenstand, musea, horecazaken en verscheidene stripauteurs om het festival ook buiten de muren van De Warande te laten plaatsvinden.
Tevens heeft Turnhout ook een belangrijke historische band met de strips, aangezien Philip Jaak Brepols in de 18de eeuw al mannekensbladen (voorloper van de strip) drukte. Tevens lag drukkerij Proost ook in Turnhout. Dat bedrijf was in de jaren 70 Europees marktleider in het drukken van strips.

### Standbeeld
Sinds 15 juni 1991 staat er ook een echt standbeeld van Adhemar aan De Warande van Turnhout, het beeld is gemaakt door Frank-Ivo Van Damme. Het meet 106 centimeter.

### Stadstekenaars
In 2005 werd de eerste stadstekenaar aangesteld in Turnhout. Turnhout was de eerste stad met een stadstekenaar. Van 2005 tot 2012 waren er 8 stadstekenaars. Hieronder volgen de tekenaars die stadstekenaar van Turnhout waren.
| jaar | Tekenaar            |
| ---- | ------------------- |
| 2005 | Koen De Maesschalck |
| 2006 | Conz                |
| 2007 | Jan Van Der Veken   |
| 2008 | Pieter De Poortere  |
| 2009 | Serge Baeken        |
| 2010 | Reinhart Croon      |
| 2011 | Lectrr              |
| 2012 | Merho               |

### Stripmuren
In 2007 werd op vraag van het stadsbestuur gestart met stripmuren in de binnenstad in samenwerking met Strip Turnhout. De muren zijn het werk van Reinhart Croon, Jan Van Der Veken, Merho en de Duitser Ulf K.. Er werden tussen 2007 en 2012 vier stripmuren gerealiseerd in de Warandestraat, de Begijnenstraat, de Bloemekesgang en de Wollewei.

### Vlaams Documentatiecentrum voor de Strip
Op 27 februari 2013 opende toenmalige Vlaams minister van Cultuur Joke Schauvliege in de bibliotheek van Turnhout het Vlaams Documentatiecentrum voor de Strip. De ex libris werd ontworpen door Jan Van Der Veken.
Het centrum heeft zo'n 2500 naslagwerken over strips in zijn collectie. De meeste naslagwerken zijn afkomstig uit de collecties van Jan Smet en Patrick Van Gompel. Daarnaast is er ook een collectie van ruim 25.000 stripboeken aanwezig.

## Publicaties
Onderstaande werken werden gepubliceerd door de organisatie van het festival of in samenwerking met de organisatie. Sommige werken zijn Nederlandstalige vertalingen van anderstalige werken. Ook de werken gepubliceerd door de Bronzen Adhemarstichting die voordien het festival organiseerde zijn in de lijst opgenomen.

### Boeken
- Vance, William (1991). De man met het nummer XIII. Bronzen Adhemar Stichting, Turnhout.[49][50]
- Van Gompel, Patrick, Jan Bex (1993). Marc Sleen. Bronzen Adhemar Stichting, Turnhout.[51]
- Van der Moeren, Bart, Hans Otten; Ludo Helsen (2007). Tekenaars! : 40 stripmakers gefotografeerd. Strip Turnhout vzw, Turnhout. ISBN 978-9-078-81401-6.
- Madden, Matt (2007). Stijloefeningen : 99 manieren om een verhaal te vertellen. Strip Turnhout vzw, Turnhout. ISBN 978-9-078-81403-0.
- Janssen, Stijn (2007). 30 jaar bronzen Adhemar : een geschiedenis van het Turnhoutse Stripfestival. Strip Turnhout vzw, Turnhout. ISBN 978-9-078-81404-7.
- Merhottein, Robert (2008). Kiekepedia. Standaard Uitgeverij, Antwerpen. ISBN 978-9-002-23070-7.
- McCloud, Scott (2009). De onzichtbare kunst : understanding comics. Strip Turnhout vzw, Turnhout. ISBN 978-9-078-81405-4.
- Ory, Pascal, Margreet van Muijlwijk (2009). Goscinny : bedenker van Asterix' avonturen : een biografie. The House of Books, Joods Cultuurfestival Antwerpen, Strip Turnhout vzw, Turnhout. ISBN 978-9-044-32407-5.
- Timmermans, Gommaar, Gaston Durnez (2011). Iamboree : de persoonlijke keuze van Gommaar Timmermans. Strip Turnhout vzw, Turnhout. ISBN 978-9-078-81407-8.
- Grossey, Ronald (2013). Bob De Moor : de klare lijn en de golven : een biografie. Strip Turnhout vzw / Vrijdag, Antwerpen. ISBN 978-9-460-01242-6. Geraadpleegd op 18 juni 2016.
- Smet, Jan, Toon Horsten (2014). Vlaamse reuzen : de complete Stripgids-interviews 1974-2001. Strip Turnhout vzw / Vrijdag, Antwerpen. ISBN 978-9-460-01290-7.
- Daenen, Roel, Michaël Bellon, Anne Brumagne, Joyce de Badts, Kurt Snoeckx, Dirk Vandenberghe, Tim Van der Mensbrugghe, Sofie Mulders, Liza Noteris, Patrick Verstuyft en Walter Zinzen (2016). Het is maar om te lachen : hoe cartoonisten de wereld veranderen. Strip Turnhout vzw / Uitgeverij Polis, Antwerpen. ISBN 978-9-463-10119-6.

### Strips
- Tevens werd ook het Bakelandt-album De jongens van Turnhout in 1995 in een beperkte oplage voor dit festival heruitgegeven.[52][53]
- Verhaegen, Marc (1995). De vonkende vuurman. Standaard Uitgeverij, Antwerpen. ISBN 9-002-19585-0.(Suske en Wiske-album ter gelegenheid van de editie uit 1995)[52][54]
- van Laarhoven, Peter (1995). Formaline. Bronzen Adhemar Stichting, Turnhout. (Small pressuitgave met werk van 100 tekenaars uit 16 verschillende landen)[55][56]
- Duchateau, Kim (2007). Aldegonne. Uitgeverij Oogachtend, Leuven. ISBN 978-9-077-54939-1.
- van Cauwenberge, Constantijn (2007). De slag om Turnhout. Strip Turnhout vzw, Turnhout. ISBN 978-9-078-81402-3.
- Schulpen, Ria (2007). Hic sunt leones nr.2. Bries, Antwerpen. ISBN 978-9-076-70858-4. (Bundeling van verscheidene strips van verscheidene auteurs en tekenaars.)
- Janssen, Daniël, Hec Leemans (2008). Bakelandt: De roversbende van het Vrijbos. Standaard Uitgeverij, Antwerpen. ISBN 978-9-002-22711-0. (Omnibus van de eerste drie Bakelandt-strips.)
- van den Broeck, Walter, Reinhart Croon (2011). De tranen van Turnhout. Strip Turnhout vzw, Turnhout.[57]
- Strips4Kids. Strip Turnhout vzw, Turnhout (2011).[58]

### Tijdschriften specials
- Stripschrift-special, 2005, ISBN 9-074-53910-6
- Knack Extra over Hergé, 2009
- Kunsttijdschrift Vlaanderen, Strips in Vlaanderen, 2009
- De Standaard der Letteren: De Vlaamse strip in de vitrine, 2009
- Knack-special Willy Vandersteen, 2010

### Diversen
- Kramikske-kaartspel, Jean-Pol, 1981[52]
- Kiekeboe-kwartetspel, Merho, 1983[52]
- De raket van Adhemar, gadget, 1997[52]
- Turnhout in postkaarten, Jan Van Der Veken, 2006
- Turnhouts Boerke-kaartspel, Pieter De Poortere, 2008
- Kiekeboe-kaartspel, Merho, 2012[59]